# Wolfgang von Baden
Markgraf Wolfgang von Baden (* 10. Mai 1484; † 24. Juni 1522) war ein nicht-regierender badischer Markgraf.
Er war ein Sohn von Markgraf Christoph I. und Ottilie von Katzenelnbogen (* um 1451; † 15. August 1517), der Tochter des Grafen Philipp II. von Katzenelnbogen und Enkelin von Philipp von Katzenelnbogen.